# Břetislav Vojtíšek
Břetislav Vojtíšek (28. září 1928 Trnava – 5. listopadu 2021 Česká Lípa) byl původně učitel, poté dlouholetý ředitel českolipského muzea, autor mnoha vlastivědných publikací Českolipska.

## Vzdělání a práce v muzeu
Po vyhlášení samostatného Slovenského státu se rodina Vojtíškových přestěhovala do Nymburka a v roce 1945 do České Lípy. Zde Břetislav dokončil studia na českolipském gymnáziu a v roce 1947 zahájil studium na Karlově univerzitě v Praze, obory filosofie, historie a archeologie. Po ukončení studií zprvu učil, ale již v roce 1952 přijal místo ředitele českolipského muzea, které bylo tehdy v Červeném domě v sousedství zříceniny hradu Lipý. To už byl rok ženatý, jeho manželkou se stala Marie Vyšínová z Prahy, seznámili se spolu během univerzitních studií. V Červeném domě začal budovat muzejní expozici, pak musel na dva roky na vojenskou základní službu. V práci jej zastoupila manželka. Po návratu ze služby se vrátil k své práci, jeho paní nastoupila do tvořícího se českolipského archivu. V roce 1954 stálou muzejní expozici dobudoval a protože byla první v severních Čechách, obdržel za ni ocenění ministra kultury. V předešlém období přestal pracovat u muzea Český muzejní spolek, aktivity přátel historie se přesunuly pod Okresní dům osvěty. Za jeho podporu získal od něj v roce 1958 veřejné ocenění.
Protože prostory užívané jak archivem, tak muzeem byla nevhodné, manželé po dlouhých jednáních dokázali získat bývalý augustiniánský klášter. V roce 1968 se do něj přestěhovalo i muzeum, v jehož čele Břetislav Vojtíšek stál už 36 roků. Postupně získané prostory upravil, zřídil další expozice (1969 přírodovědná, 1972 historická), přednáškový sál, koncertní síň a nechal upravit pro potřeby muzea i klášterní zahradu. Spolu se svými spolupracovníky organizoval přednášky, psal do různých tiskovin, pořádal krátkodobé výstavy. Manželé společně získali jako depozitář muzea i archivu zámek ve Stvolínkách, podařilo se pro muzejní účely získat bývalý špitál v Doksech (dnes pobočka muzea) a Víseckou rychtu v Kravařích.
Přitom na konci 70. let absolvoval postgraduální studium muzeologie, etnografie a historické archeologie.

## Další veřejná činnost
Manželé byli členové památkové komise ONV v České Lípě a stali se zakládajícími členy Nezávislé památkové unie. Břetislav Vojtíšek vykonával řadu let funkci okresního památkového konzervátora.

## Na sklonku života
V roce 1988 odešel pan Vojtíšek do důchodu, řadu dalších let byl v muzeu zaměstnán na zkrácený úvazek.
V roce 2000 byli manželé Vojtíškovi jmenováni čestnými občany města Česká Lípa.

## Literární dílo
- 1970 – Českolipské kartounové vzorníky
- 1992 – Dubá a okolí, spoluautory Marie Vojtíšková a Markéta Myšková ; fotografie Ivan Tichý
- 1999 – Lidová architektura v severních Čechách (spoluautor Josef Vařeka)